# Томлинсон, Крис
Крис Томлинсон (англ. Chris Tomlinson; Мидлсбро, Великобритания; 15 сентября 1981) — британский легкоатлет, который специализируется в прыжках в длину. Серебряный призёр чемпионата мира в помещении 2008 года. На Олимпиаде 2004 года занял 5-е место, на олимпийских играх 2008 года не смог выйти в финал, на Олимпиаде в Лондоне занял 6-е место.

## Личная жизнь
Его жена Люсия Роварди — актриса и "Мисс Ньюкасл 2006", у них есть сын Рафаэль, который родился 14 марта 2012 года.

## Достижения на этапах Бриллиантовой лиги
- 2010:  Aviva London Grand Prix – 7,92 м
- 2010:  Weltklasse Zürich – 7,97 м
- 2011:  Meeting Areva – 8,35 м
- 2011:  Aviva London Grand Prix – 8,30 м
- 2012:  Aviva London Grand Prix – 8,26 м
- 2012:  Herculis – 8,01 м
- 2013:  Sainsbury’s Grand Prix – 7,97 м
- 2013:  Meeting Areva – 8,08 м